# Onthophagus inflaticollis
Onthophagus inflaticollis là một loài bọ cánh cứng trong họ Bọ hung (Scarabaeidae).